# Edelbach (Gemeinde Allentsteig)

Pfarrkirche von Edelbach (vor 1911)

Edelbach ist seit dem 1. Jänner 1964 eine Katastralgemeinde von Allentsteig in Niederösterreich mit einer Grundfläche von 742,06 Hektar. Um den Truppenübungsplatz Döllersheim anlegen zu können, wurden ab 1938 die Bewohner ausgesiedelt.

## Beschreibung und Geschichte
Das Straßendorf Edelbach lag an der Kreuzung der Straßen Allentsteig-Äpfelgschwendt und Merkenbrechts-Felsenberg zwischen den Tälern der Taffa und der Thaya. In Ost-West-Richtung erstreckte sich das Gemeindegebiet mit einer Grundfläche von rund 18,2 Quadratkilometer über rund 6,63 Kilometer und in Nord-Süd-Richtung über rund 4,89 Kilometer.
Urkundlich wurde Edelbach 1210 erstmals erwähnt, als Otto von Truchsen dem Stift Zwettl Besitzungen bei Edelbach zum Geschenk machte. 1256 erwarb das Stift von Marquard von Streitwiesen vier Mansen in Edelbach. Von Ortlieb und Ulrich von Winkel erhielt das Stift 1258 Besitzungen in Edelbach und das Patronat über die Pfarrkirche geschenkt.
1480 und 1645 wurde Edelbach niedergebrannt.
1532 verkaufte das Stift Zwettl den Ort an den Besitzer von Neunzen, Sigmund Leysser. Mit dem späteren Erwerb von Neunzen ging auch der Besitz von Edelbach an Joachim Freiherr von Windhag über.
Zwischen 1624 und 1676 wurden die Kirchenbücher für Edelbach von der Pfarre Großhaselbach und ab 1676 von der Pfarre Edelbach geführt. Mit Aufhebung der Pfarre Edelbach wurden die Matrikeln der Pfarre Stift Zwettl zur Aufbewahrung übergeben.
Im Zuge der Reformen nach der Revolution von 1848/1849 wurde die Grundherrschaft aufgelöst und Edelbach konstituierte sich als Gemeinde des Amtsbezirkes Allentsteig.
An den zwischen dem 2. und 8. August 1891 stattfindenden Manövern nahmen Kaiser Franz Joseph I., Kaiser Wilhelm II. und der König von Sachsen als Gäste teil.
1926 wurde Äpfelgschwendt von Edelbach abgetrennt und eine selbständige Gemeinde. Die schulpflichtigen Kinder besuchten aber weiterhin so wie auch jene von Riegers die Schule in Edelbach.
Laut Adressbuch von Österreich waren im Jahr 1938 in der Ortsgemeinde Edelbach ein Bäcker, zwei Fleischer, zwei Gastwirte, ein Gemischtwarenhändler, ein Mehl- und Fruchthändler, drei Schmiede, ein Schneider, zwei Schuster, ein Viehhändler, ein Wagner und mehrere Landwirte ansässig. Überdies betrieb die Bezirksgenossenschaft eine Viehzucht. Um den Truppenübungsplatz Döllersheim errichten zu können, wurde der Bevölkerung von Edelbach bis zum 5. August 1938 Zeit gegeben, den aus 60 Häusern bestehenden Ort zu verlassen. Vor allem von sogenannten Zweitsiedlern wurden jedoch mehr als 20 Häuser weiterhin bewohnt, die erst um 1952 von den sowjetischen Truppen geräumt wurden.

### Kriegsgefangenenlager Edelbach
Im September 1939 wurde am Ortsrand von Edelbach ein Kriegsgefangenenlager errichtet, das bis Oktober 1939 als Durchgangslager fungierte und anschließend bis Juni 1940 als Stalag XVII C. Ab Juni 1940 bis zum Ende des Zweiten Weltkriegs wurde es als Oflag XVII-A geführt. Mit einer Belegung von rund 5600 französischen Offizieren und Ordonnanzen zählte es zu den größten Offizierslagern im Deutschen Reich.
Nachfolger der französischen Offiziere wurden nach der Kapitulation Deutschlands (8. Mai 1945) deutsche Soldaten der LKS7 (Luftkriegsschule 7 in Tulln bei Wien) und anderer Verbände der Wehrmacht, die am Vortag freiwillig in amerikanische Kriegsgefangenschaft gegangen waren. Sie waren in den letzten Kriegswochen als Bodentruppen gegen die aus der Tschechoslowakei und dem Balkan vorrückenden sowjetischen Truppen eingesetzt. Sie wollten nicht in sowjetische Gefangenschaft gehen. Die LKS-Angehörigen wurden jedoch an die Rote Armee übergeben. Das Lager Edelbach diente bis etwa Ende Juli 1945 als sowjetisches Durchgangslager für deutsche Kriegsgefangene. Am Ort des früheren Lagers erinnert heute nur noch ein Schild in der Landschaft.

## Persönlichkeiten
- Leopold Höchtl (1870–1947), Wirtschaftsbesitzer, Politiker, Mitglied der Konstituierenden Nationalversammlung, Abgeordneter zum Nationalrat und Abgeordneter zum Landtag
- Sylvester Leer (1880–1957), Politiker, geschäftsführender Landeshauptmann von Kärnten